# Lijst van oorlogen in de Lage Landen tot 1560

De Lage Landen in 1560.
Habsburgse Nederlanden
Prinsbisdom Luik
Abdijvorstendom Stavelot-Malmedy
Sticht Kamerijk

Dit is een lijst van premoderne oorlogen die in Lage Landen plaatsvonden tot 1560.
- Voor latere oorlogen in het noorden, zie Lijst van oorlogen van Nederland (1560–heden) en Lijst van Nederlandse veld- en zeeslagen (1560–heden).
- Voor latere oorlogen in het zuiden, zie Lijst van oorlogen in de zuidelijke Lage Landen (1560–1829).

| Begin   | Eind    | Naam conflict                                                                                        | Partijen | Partijen | Uitkomst |
| Begin   | Eind    | Naam conflict                                                                                        | Combatant 1 | Combatant 2 | Uitkomst |
| ------- | ------- | --- | --- | --- | --- |
| 58 BCE  | 50 BCE  | Gallische Oorlog                                                                                     | Romeinse Republiek | Gallische stammen Germaanse stammen Keltische Britten Iberische stammen | Beslissende Romeinse overwinning - Usipetes en Tencteren door Julius Caesar verpletterend verslagen (uitgeroeid?) in de Slag bij Kessel (55 BCE) - Romeinse Republiek annexeert Gallië en Belgica |
| 54 BCE  | 53 BCE  | Opstand van Ambiorix (onderdeel van de Gallische Oorlog)                                             | Romeinse Republiek | Eburonen | Romeinse overwinning - Opstand onderdrukt |
| 12 BCE  | 16 CE   | Vroegkeizerlijke veldtochten in Germania (inclusief de Slag bij het Teutoburgerwoud)                 | Romeinse Keizerrijk | Germaanse stammen | Strategische Germaanse overwinning - Romeinse terugtrekking |
| 28      | 28      | Slag in het Baduhennawoud                                                                            | Romeinse Keizerrijk | Frisii | Onbeslist; tactische Friese overwinning - Romeinse terugtrekking |
| 47      | 47      | Opstand van Gannascus                                                                                | Romeinse Keizerrijk | Cananefaten Chauken Frisii | Romeinse overwinning - Germaanse opstand/invasie verslagen - Tijdelijke Romeinse bezetting van Frisia |
| 69      | 70      | Bataafse Opstand                                                                                     | Romeinse Keizerrijk | Bataven Cananefaten Frisii Lingones Treveri | Romeinse overwinning - Opstand onderdrukt |
| 286     | 296     | Carausiaanse opstand                                                                                 | Romeinse Keizerrijk | Carausius Franken | Romeinse overwinning - Opstand onderdrukt - Franken bezetten (tijdelijk?) de gebieden tussen de Rijn en Waal en tussen de Rijn- en Scheldemonding |
| ca. 445 | ca. 450 | Frankische verovering van Turnacum en Cameracum                                                      | West-Romeinse Rijk | Salische Franken | Frankische overwinning - Turnacum en Cameracum worden Frankische hoofdsteden |
| ca. 448 | ca. 448 | Slag bij Vicus Helena                                                                                | West-Romeinse Rijk | Salische Franken | Romeinse overwinning |
| ca. 450 | ca. 450 | Slag bij Finnburg?                                                                                   | Frisii | Denen | Deense overwinning |
| ca. 525 | ca. 525 | Slag aan de Rijn?                                                                                    | Franken Friezen? | Denen | Frankische overwinning |
| 600     | 793     | Fries-Frankische oorlogen                                                                            | Frankische Rijk | Magna Frisia | Frankische overwinning - Magna Frisia geannexeerd |
| 715     | 718     | Frankische Burgeroorlog                                                                              | Karolingen (Austrasisch) Karel Martel Chlotharius IV (717–718) Pepiniden (Austrasisch) Theudoald (715–717) Plectrudis (715–717)                                                                            | Neustrische factie Raganfrid Dagobert III (†715) Chilperik II Radboud van Friesland (716–718) Odo van Aquitanië (onafhankelijk tot 718)                                                                                  | Karolingische overwinning - Neustriërs verslaan Pepiniden (715) - Karel onderwerpt Pepiniden, maakt Chlotharius koning (717) - Karolingen verslaan Neustriërs (718) - Chlotharius sterft, Karel erkent Chilperik als koning maar grijpt de facto macht als hofmeier, sticht Karolingische dynastie (718)                      |
| 772     | 804     | Saksenoorlogen                                                                                       | Frankische Rijk Abodritenbond | Stamhertogdom Saksen Magna Frisia | Frankische overwinning - Saksen en Frisia geannexeerd |
| 834     | 891     | Vikingplundertochten in het Rijnland                                                                 | Vikingen | Frankische Rijk, opgedeeld in: - West-Francië - Midden-Francië (Lotharingen) - Oost-Francië | Frankische overwinning - Vikingen verwoesten steden zoals Dorestad - Hendrik van Babenberg versloeg de meeste Vikingen tegen 885 - De Slag bij Leuven (891) verdreef de laatste Vikingen |
| 1012    | 1018    | Neder-Lotharingse successieoorlog                                                                    | Graafschap Verdun Prinsbisdom Luik | Graafschap Leuven & Brussel Graafschap Namen Graafschap Henegouwen Graafschap Vlaanderen | Verdunse overwinning - Slag bij Florennes (1015) - Godfried van Verdun wordt hertog van Neder-Lotharingen - Hendrik van Leuven erkent Godfried in 1018 |
| 1018    | 1018    | Slag bij Vlaardingen (1018)                                                                          | West-Frisia (later graafschap Holland) | Heilige Roomse Rijk | Overwinning voor West-Frisia - West-Frisia behaalt de facto autonomie |
| 1044    | 1056    | Opstanden van Godfried met de Baard                                                                  | Opper-Lotharingen Pro-Godfried Neder-Lotharingen Graafschap Vlaanderen Graafschap Leuven & Brussel | Heilige Roomse Rijk Pro-Gozelo II Neder-Lotharingen Pro-Frederik Neder-Lotharingen Prinsbisdom Metz | Compromis - Godfried verbannen naar Toscane (1057) - Vlaanderen krijgt Ename, verliest Valencijn (1059) - Godfried volgt Frederik op in Neder-Lotharingen (1065) |
| 1070    | 1071    | Vlaamse successieoorlog (1070–1071)                                                                  | Pro-Robrecht Vlaanderen West-Frisia (later graafschap Holland) | Pro-Arnulf Vlaanderen Koninkrijk Frankrijk Graafschap Henegouwen Graafschap Boulogne Hertogdom Normandië | Overwinning voor West-Frisia - Robrecht de Fries wordt graaf van Vlaanderen |
| 1076    | 1076    | Slag bij IJsselmonde                                                                                 | West-Frisia (later graafschap Holland) | Sticht Utrecht | Overwinning voor West-Frisia - Graaf Dirk V krijgt West-Frisia terug van Utrecht |
| 1127    | 1128    | Vlaamse successieoorlog (1127–1128)                                                                  | Pro-Willem Clito Vlaanderen | Pro-Diederik van de Elzas Vlaanderen | Diederikse overwinning - Willem Clito sterft door verwonding en eindigt daarmee de oorlog |
| 1132    | 1297    | West-Friese Oorlogen                                                                                 | Graafschap Holland | West-Friezen | Hollandse overwinning - Holland verovert de regio West-Friesland |
| 1139    | 1159    | Grimbergse Oorlogen                                                                                  | Graafschap Leuven & Brussel | Huis Berthout | Leuvense overwinning - Leuven verwerft de Heerlijkheid Grimbergen |
| 1165    | 1323    | Strijd tussen Vlaanderen en Holland om Zeeland Bewestenschelde                                       | Graafschap Vlaanderen | Graafschap Holland | Hollandse overwinning: Vrede van Parijs (1323) - Holland verwerft Zeeland Bewestenschelde |
| 1186    | 1263/5  | Naams–Luxemburgse successieoorlog                                                                    | Huis Namen (Ermesinde) Huis Limburg-Luxemburg Graafschap Namen (betwist) Graafschap Luxemburg (betwist tot 1199)                                                                                           | Huis Vlaanderen (Boudewijnen) Graafschap Henegouwen Graafschap Namen (betwist) Graafschap Vlaanderen | Compromis - Ermesinde en haar afstammelingen erven Luxemburg (1199) - Namen verkocht aan Gwijde van Dampierre (1263/5) |
| 1202    | 1378    | Luiks-Brabantse oorlogen                                                                             | Prinsbisdom Luik Graafschap Loon | Hertogdom Brabant Tweeherigheid van Maastricht | Compromis: Wapenstilstand van Booienhoven - Luik verwerft Moha en Loon - Brabant verwerft Limburg en Overmaas - Tweeherigheid van Maastricht bevestigd |
| 1203    | 1206    | Loonse Oorlog                                                                                        | Ada en Lodewijk II Loon Gesteund door: Frankrijk Staufen Vlaanderen Brabant Limburg Utrecht Luik | Willem Holland Gesteund door: Engeland Welfen | Militaire en uiteindelijke politieke overwinning voor Willem - Willem erkend als graaf van Holland |
| 1212    | 1213    | Successieoorlog van Moha (onderdeel van de Luiks-Brabantse oorlogen)                                 | Hertogdom Brabant | Prinsbisdom Luik | Luikse overwinning - Moha geannexeerd door Luik |
| 1213    | 1214    | Engels-Franse Oorlog (1213–1214)                                                                     | Koninkrijk Frankrijk Hertogdom Bourgondië Graafschap Champagne Graafschap Dreux Graafschap Ponthieu Graafschap Saint-Pol Hertogdom Normandië Hertogdom Bretagne Prinsbisdom Luik                           | Angevijnse Rijk (Engeland, Anjou, Normandië, Aquitanië) Heilige Roomse Rijk Vlaanderen-Namen Graafschap Boulogne Henegouwen-Holland Brabant-Leuven Opper-Lotharingen Hertogdom Limburg Hertogdom Saksen Keur-Palts       | Franse overwinning - Wapenstilstand van Chinon - Uiteenval van het Angevijnse Rijk |
| 1225    | 1227    | Drents–Groningse oorlog                                                                              | Burggraafschap Groningen Sticht Utrecht | Burggraafschap Coevorden ("Drenthe") Gelkingen | Drenther overwinning - Utrechtse bisschop sneuvelt in veldslag, nieuwe bisschop roept kruistocht uit |
| 1228    | 1232    | Fries-Drentse Oorlog                                                                                 | Sticht Utrecht Friese kruisvaarders | Burggraafschap Coevorden ("Drenthe") Ommelander rebellen | Onbeslist - Drenthe behoudt de facto onafhankelijkheid van Utrecht |
| 1226/8  | 1231/2  | Bredase Successieoorlog                                                                              | Huis Schoten-Breda - Egidius van Schoten-Breda | Hertogdom Brabant - Hendrik I van Brabant | Brabantse overwinning - De heer van Breda moet op eigen kosten een Brabantse bezetting toelaten op zijn kasteel van Breda, bij de "Vredesverdag van 1232" |
| 1244    | 1254    | Vlaams-Henegouwse Successieoorlog                                                                    | Huis Vlaanderen Huis Dampierre Gesteund door: Anjou (3e conflict) | Huis Avesnes Gesteund door: Holland (2e conflict) Zeeland (2e conflict) | Compromis - Dampierre verwerft Vlaanderen - Avesnes verwerft Henegouwen |
| 1245/50 | 1273/5  | Groot Interregnum                                                                                    | Staufische factie - Frederik II (1245–50) - Koenraad IV (1245–54) - Alfons X van Castilië (1257–75) - Rudolf van Habsburg (1273–5)                                                                         | Welfische factie - Hendrik van Thüringen (1246–7) - Willem II van Holland (1247–56) - Richard van Cornwall (1257–72) - Ottokar II van Bohemen                                                                            | Compromis - Unanieme verkiezing van Rudolf van Habsburg in 1273 - Alfons X van Castilië geeft aanspraken op in 1275 |
| 1256    | 1422    | Fries-Hollandse oorlogen                                                                             | Graafschap Holland | Upstalsboom Verschillende andere Friese facties | Holland verovert West-Friesland, maar boekt nauwelijks terreinwinst in Midden-Friesland |
| 1272    | 1278    | Koeienoorlog                                                                                         | Prinsbisdom Luik | Graafschap Namen | Onbeslist - Status quo ante bellum |
| 1283    | 1289    | Limburgse Successieoorlog                                                                            | Hertogdom Brabant Graafschap Loon Rijksstad Keulen | Graafschap Gelre Graafschap Luxemburg Keurvorstendom Keulen | Brabantse overwinning - Brabant verwerft het Hertogdom Limburg |
| 1296    | 1335    | Awans- en Warouxoorlog                                                                               | Awans | Waroux | Onbeslist - Status quo ante bellum |
| 1297    | 1305    | Vlaamse Opstand (1297-1305)                                                                          | Koninkrijk Frankrijk Vlaamse patriciaat | Graafschap Vlaanderen Graafschap Namen | Franse overwinning - Vlaanderen verliest Rijsel, Dowaai, Bethune en Orchies aan Frankrijk - Vlaanderen blijft onafhankelijk |
| 1303    | 1306    | Brusselse Opstand                                                                                    | Brabantse ambachten | Brabantse patriciaat Hertog van Brabant | Patricisch–hertogelijke overwinning - Opstand onderdrukt |
| 1322    | 1326    | Strijd om Bredevoort                                                                                 | Prinsbisdom Münster | Graafschap Gelre | Compromis: Vrede van Wezel - Gelre verwerft de Heerlijkheid Bredevoort - Münster verwerft de Heerlijkheid Bermentfelde |
| 1323    | 1328    | Opstand van Kust-Vlaanderen                                                                          | Koninkrijk Frankrijk Vlaamse graaf en loyalisten | Vlaamse rebellen | Franse overwinning - Restauratie van pro-Franse graaf - Repressie tegen alle deelnemers in de opstand |
| 1336    | 1366    | Loonse Successieoorlog (onderdeel van de Luiks-Brabantse oorlogen)                                   | Graafschap Loon Gesteund door: Hertogdom Brabant (1337–1363) Hertogdom Luxemburg (1361–1366) | Prinsbisdom Luik Gesteund door: Paus in Avignon | Luikse overwinning - Annexatie van Loon door Luik - Annexatie van Chiny door Luxemburg |
| 1337    | 1453    | Honderdjarige Oorlog                                                                                 | - Valois Frankrijk - Hertogdom Bourgondië (1337–1419, 35–53) - Koninkrijk Schotland - Kroon van Castilië - Republiek Genua - Koninkrijk Bohemen - Kroon van Aragón - Paus in Avignon                       | - Plantagenet Frankrijk - Koninkrijk Engeland - Hertogdom Bourgondië (1419–35) - Koninkrijk Portugal - Koninkrijk Navarra - Graafschap Vlaanderen - Graafschap Henegouwen - Pauselijke Staat                             | Valois-Franse overwinning - Engeland verliest permanent alle landen in Frankrijk behalve Calaisis - Valois-Bourgondië wordt semi-onafhankelijke staat (1363) - Bourgondië begint geleidelijke verwerving Lage Landen (1384) - Vlaanderen blijft onder Franse suzereiniteit (1453)                                             |
| 1350    | 1361    | Gelderse Broederstrijd                                                                               | Reinoud III van Gelre Heeckerens | Eduard van Gelre Bronckhorsten | Eduardische overwinning - Eduard wordt hertog van Gelre |
| 1350    | 1490    | Hoekse en Kabeljauwse twisten                                                                        | Hoekse bond (anti-Bourgondië) | Kabeljauwse bond (pro-Bourgondië) | Kabeljauwse overwinning - Holland blijft in Bourgondische handen |
| 1352    | 1365    | Valkenburgse successieoorlog                                                                         | Philippa van Valkenburg Reinoud van Schoonvorst (1353–55) Hertogdom Gulik (1355–64) Hertogdom Brabant (1364–65)                                                                                            | Jan van Valkenburg-Born (1352–56) Walram van Valkenburg-Born Walram van Sponheim Dirk III van Brederode | Brabantse overwinning - Brabant erft Valkenburg in 1378 |
| 1356    | 1357    | Brabantse Successieoorlog                                                                            | Hertogdom Brabant Hertogdom Limburg Heerlijkheid Mechelen Hertogdom Luxemburg | Graafschap Vlaanderen Graafschap Namen (jun. '56–feb. '57) Hertogdom Gelre Graafschap Zutphen | Vlaams–Gelderse overwinning - Johanna erkend als hertogin van Brabant - Vlaanderen en Gelre werven enkele Brabantse landen |
| 1364    | 1368    | Eerste Gelderse oorlog                                                                               | Hertogdom Brabant Heeckerens Graafschap Holland Graafschap Henegouwen | Hertogdom Gelre Bronckhorsten Graafschap Zutphen Sticht Utrecht | Militair onbeslist, diplomatieke Brabantse overwinning - Brabant krijgt Graafschap Megen terug |
| 1371    | 1371    | Slag bij Baesweiler                                                                                  | Hertogdom Gulik Hertogdom Gelre Graafschap Zutphen | Hertogdom Brabant Graafschap Namen Graafschap Ligny | Guliks–Gelderse overwinning - Hertog van Brabant en graaf van Namen gevangen - Hertog van Gelre en graaf van Ligny gedood |
| 1371    | 1379    | Eerste Gelderse Successieoorlog                                                                      | Hertogdom Gulik Bronckhorsten | Blois Heeckerens | Gulikse overwinning - Willem van Gulik erkend als hertog van Gelre |
| 1379    | 1385    | Gentse Opstand (1379-1385) (onderdeel van de Honderdjarige Oorlog)                                   | Koninkrijk Frankrijk Graafschap Vlaanderen Hertogdom Bourgondië (1384–5) | Gentse rebellen Koninkrijk Engeland (1383–5) | Frans–Bourgondische overwinning - Vrede van Doornik - Gent erkent het koninklijk en grafelijk gezag - Gent krijgt amnestie |
| 1382    | 1383    | Despensers Kruistocht (onderdeel van de Honderdjarige Oorlog, Gentse Opstand en Westers Schisma)     | Koninkrijk Frankrijk Graafschap Vlaanderen Paus in Avignon | Koninkrijk Engeland Gentse rebellen Pauselijke Staat | Wapenstilstand - Engelse terugtrekking |
| 1385    | 1390    | Tweede Gelderse oorlog                                                                               | Hertogdom Brabant Hertogdom Limburg Hertogdom Bourgondië Koninkrijk Frankrijk | Hertogdom Gelre Graafschap Zutphen Cuijk Hertogdom Gulik | Gelderse overwinning - Land van Cuijk verworven door Gelre |
| 1397    | 1399    | Derde Gelderse oorlog                                                                                | Hertogdom Brabant | Hertogdom Gelre | |
| 1401    | 1412    | Arkelse Oorlogen                                                                                     | Graafschap Holland Gorinchem (1406–7) | Land van Arkel Hertogdom Gelre (1409–12) | Hollandse overwinning - Arkel verkocht aan Holland - Arkel later verdeeld tussen Holland en Gelre |
| 1413    | 1422    | Grote Friese Oorlog                                                                                  | Vetkopers | Schieringers | Onbeslist - Verdrag bevestigt status quo ante bellum |
| 1423    | 1449    | Utrechts Schisma                                                                                     | Pro-Rudolf Utrecht Lichtenbergers Hoekse bond Proysen Pauselijke Staat (1432–1449) | Anti-Rudolf Utrecht Lokhorsten Kabeljauwse bond Hertogdom Bourgondië Hertogdom Gelre (1423–29) Pauselijke Staat (1423–32) Concilie van Bazel (1431–49) Tegenpaus Felix V (1439–49)                                       | Lichtenberger overwinning - Rudolf verslaat Gelre militair (1429) - Paus Martinus V en Zweder van Culemborg sterven (1431/3) - Paus Eugenius IV erkent Rudolf (1432) - Concilie van Bazel ontbindt, tegenpaus treedt af (1449) - Walraven van Meurs geeft aanspraken op (1449) - Rudolf erkend als prins-bisschop van Utrecht |
| 1438    | 1441    | Hollands-Wendische Oorlog (onderdeel van de Sontoorlogen)                                            | Hertogdom Bourgondië Bourgondische Nederlanden | Duitse Hanze Lüneburg Mecklenburg Pommeren Holstein Brandenburg | Onbeslist; compromis - Vrede van Kopenhagen (1441) |
| 1442    | 1446    | Hollands–Bremer oorlog                                                                               | Graafschap Holland Graafschap Zeeland Graafschap Vlaanderen Friese landen | Rijksstad Bremen | Vrede van Harderwijk (1446) |
| 1449    | 1453    | Gentse Opstand (1449-1453)                                                                           | Hertogdom Bourgondië Bourgondische Nederlanden | Gentse rebellen | Bourgondische overwinning - Opstand onderdrukt |
| 1456    | 1458    | Utrechtse Oorlog (1456-1458)                                                                         | Hertogdom Bourgondië Bourgondische Nederlanden Graauwerts Kabeljauwse bond | Van Brederode Van Montfoort Lichtenbergers Hoekse bond | Bourgondische overwinning - David van Bourgondië erkend als prins-bisschop van Utrecht |
| 1458    | 1464    | Donia-oorlog                                                                                         | Harinxma's (Schieringers) | Donia's (Vetkopers) | Opeenvolgende verzoeningen tussen strijdende clans |
| 1459    | 1459    | Opstand tegen Arnold                                                                                 | Pro-Adolf Gelre Hertogdom Bourgondië Bourgondische Nederlanden | Pro-Arnold Gelre | Arnoldische overwinning - Adolf verzoent zich met Arnold, maar blijft plannen smeden |
| 1465    | 1468    | Luikse Oorlogen                                                                                      | Prinsbisdom Luik Hertogdom Bourgondië Bourgondische Nederlanden | Luikse rebellen Groene Tent-Gezellen Koninkrijk Frankrijk | Bourgondische overwinning - Bourgondië annexeert Luik de facto |
| 1465    | 1468    | Oorlog in Gelre                                                                                      | Pro-Adolf Gelre Hertogdom Bourgondië Bourgondische Nederlanden Keurvorstendom Keulen | Pro-Arnold Gelre Hertogdom Kleef Graafschap Mark | Adolfische overwinning (de:Schlacht von Straelen) - Adolf zet Arnold gevangen (1465–1471) - Adolf wordt hertog van Gelre - Gelre krijgt Wachtendonk terug |
| 1473    | 1473    | Bourgondische verovering van Gelre                                                                   | Hertogdom Bourgondië Bourgondische Nederlanden Hertogdom Kleef Graafschap Mark | Hertogdom Gelre Graafschap Zutphen | Bourgondische overwinning - Bourgondië erft en verovert Gelre - Adolf blijft in Bourgondische gevangenschap (1471–1477) |
| 1474    | 1477    | Bourgondische Oorlogen                                                                               | Hertogdom Bourgondië Bourgondische Nederlanden Hertogdom Savoye | Hertogdom Opper-Lotharingen Zwitserse Eedgenootschap | Frans–Zwitserse overwinning - Uitsterving van Valois-Bourgondië - Uitbraak van de Bourgondische Successieoorlog |
| 1477    | 1482    | Bourgondische Successieoorlog                                                                        | Habsburg: Habsburgse Monarchie Hertogdom Bourgondië Bourgondische Nederlanden | Valois-Orléans: Koninkrijk Frankrijk Zwitserse Eedgenootschap Hertogdom Gelre | Vrede van Atrecht (1482), Vrede van Senlis (1493) - Habsburg verwerft Bourgondische Nederlanden en meer - Frankrijk annexeert Hertogdom Bourgondië, Picardië en meer - Zwitserse Eedgenootschap annexeert enkele Bourgondische landen                                                                                         |
| 1477    | 1499    | Gelderse Onafhankelijkheidsoorlog (1477–82, 1494–9) (onderdeel van de Bourgondische Successieoorlog) | Habsburg: Habsburgse Monarchie Hertogdom Bourgondië (1477–82) Bourgondische Nederlanden Hertogdom Kleef (1498–9) Hertogdom Gulik (1498–9)                                                                  | Gelre: Hertogdom Gelre Gesteund door: Koninkrijk Frankrijk | Gelderse overwinning - De facto Gelderse onafhankelijkheid |
| 1481    | 1483    | Stichtse Oorlog (onderdeel van de Hoekse en Kabeljauwse twisten)                                     | Kabeljauwse bond Hertogdom Bourgondië | Hoekse bond Hertogdom Kleef | Kabeljauwse overwinning - Utrecht blijft in Habsburgs-Bourgondische handen |
| 1483    | 1492    | Vlaamse Opstand tegen Maximiliaan                                                                    | Habsburgse Monarchie Habsburgse Nederlanden | Graafschap Vlaanderen | Habsburgse overwinning - Stadsmuren van Brugge gesloopt, verliest economische positie |
| 1488    | 1490    | Jonker Fransenoorlog (onderdeel van de Hoekse en Kabeljauwse twisten)                                | Kabeljauwse bond (pro-Habsburg) Habsburgse Monarchie Habsburgse Nederlanden | Hoekse bond (anti-Habsburg) | Kabeljauws–Habsburgse overwinning - Holland blijft in Habsburgse handen |
| 1491    | 1492    | Opstand van het Kaas- en Broodvolk                                                                   | Habsburgse Monarchie Habsburgse Nederlanden | Kaas- en Broodvolk | Habsburgse overwinning - Opstand onderdrukt |
| 1502    | 1543    | Gelderse Oorlogen                                                                                    | Habsburg: Habsburgse Monarchie Spaanse Rijk (incl. Nederlanden) Graafschap Holland Graafschap Vlaanderen Hertogdom Brabant Hertogdom Luxemburg Rijks-Friesland (Saksen) (1514–15) Sticht Utrecht (1508–28) | Gelre: Hertogdom Gelre Groningen & Ommelanden (1514–36) Friese rebellen (1514–23) Gulik-Kleef-Berg (1538–43) Gesteund door: Koninkrijk Frankrijk Graafschap Oost-Friesland (1514–17) Utrechtse rebellengroepen (1520–28) | Habsburgse overwinning - Gelre, Utrecht, Friesland en Groningen geannexeerd - Overijssel en Drenthe losgemaakt van Utrecht - Gulik en Oost-Friesland blijven onafhankelijk |
| 1514    | 1517    | Saksische Vete (onderdeel van de Gelderse Oorlogen)                                                  | Rijks-Friesland (Saksen) (1514–15) Habsburgse Nederlanden (1515–17) 24 Duitse vorsten - Graafschap Oldenburg                                                                                               | Graafschap Oost-Friesland Groningen Ommelanden Friese rebellen Hertogdom Gelre | Compromis - Rijksban op Edzard van Oost-Friesland opgeheven - Habsburg verwerft nominaal Friesland, Groningen & Ommelanden - Oost-Friesland verwerft nominaal Harlingerland en Jever - Oost-Friesland verliest Friesische Wehde aan Oldenburg                                                                                 |
| 1531    | 1534    | Gelderse Vete (onderdeel van de Gelderse Oorlogen)                                                   | Graafschap Oost-Friesland | Hertogdom Gelre Harlingerland Heerlijkheid Jever | Gelderse overwinning; Vrede van Logum - Jever wordt Habsburgse vazal (1531) - Harlingerland wordt Gelderse vazal - Oost-Friesland betaalt oorlogsschadeloosstelling aan Gelre |
| 1539    | 1540    | Gentse Opstand (1539–1540)                                                                           | Habsburgse Monarchie Spaanse Rijk (incl. Nederlanden) | Gentse rebellen | Habsburgse overwinning - Opstand onderdrukt |
| 1542    | 1546    | Italiaanse Oorlog (1542-1546)                                                                        | Heilige Roomse Rijk - Keurvorstendom Saksen - Brandenburg Spaanse Rijk (incl. Nederlanden) Koninkrijk Engeland                                                                                             | Koninkrijk Frankrijk - Zwitserse landsknechten Ottomaanse Rijk Gulik-Kleef-Berg | Onbeslist - Verdrag van Crépy (1544) - Verdrag van Ardres (1546) |
| 1551    | 1559    | Italiaanse Oorlog (1551-1559)                                                                        | - Heilige Roomse Rijk - Spaanse Rijk (incl. Nederlanden) - Koninkrijk Engeland - Hertogdom Mantua - Hertogdom Florence - Hertogdom Savoye                                                                  | - Koninkrijk Frankrijk - Zwitserse landsknechten - Ottomaanse Rijk - Republiek Siena | Spaanse en keizerlijke (Habsburgse) overwinning - Vrede van Cateau-Cambrésis (1559) |